# 鳥濱トメ
鳥濱 トメ（とりはま トメ、1902年6月20日 - 1992年4月22日）は、鹿児島県の食堂経営者。
川辺郡知覧町（現在の南九州市知覧町郡104）で「富屋食堂」を営み、多くの特攻隊員の面倒を見た。
名前の読みは戸籍上「トメ」であるが、相星雅子の聞き取りによるとこの「トメ」を嫌って人には「トミ」と呼ばせており、これが富屋食堂の名前の元になっている。また1945年に富屋食堂を取り上げた新聞記事にも「おとみさん」という名で掲載されている。

## 来歴

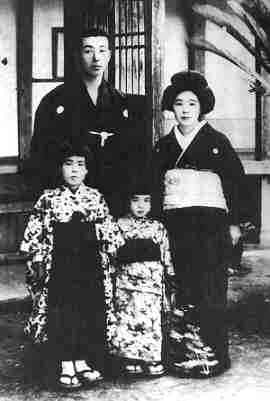
鳥濱トメの家族

1902年（明治35年）、川辺郡西南方村坊下浜（現在の南さつま市坊津町坊）に生まれた。18歳で旧家出身の鳥濱義勇と結婚する。
1929年（昭和4年）にトメが27歳の時に富屋食堂を開業。1942年（昭和17年）には知覧町に陸軍知覧飛行場（大刀洗陸軍飛行学校知覧分教場）が完成したのに伴い、富屋食堂は陸軍指定の食堂となった。以後、多くの飛行隊員がトメのもとを訪れた。1945年（昭和20年）、特攻作戦が始まると、トメも知覧から出撃する特攻機の見送りを続け、隊員がトメに託した手紙を代理で投函したほか、個々の隊員の出撃の様子を自ら綴った手紙を全国の家族のもとへと送り続けた。
第二次世界大戦終戦後、トメは警察署長から進駐軍の富屋食堂への出入りを懇願されるが、トメはそれを固辞した。しかし町が主催する進駐軍の歓迎会が富屋食堂で開かれたことをきっかけに、米軍兵士が富屋食堂に出入りするようになり、生来の面倒見の良さからトメは米軍兵士からも「ママさん」と親しまれた。終戦後の知覧飛行場は戦後に進駐してきたアメリカ海兵隊に破壊されて跡形も無くなっており、トメが、独自で跡地に木切れの慰霊碑を立てて生花や線香を絶やさずに供し慰霊を続けているだけという状態になっていた。
1952年（昭和27年）、「基地跡を訪れる遺族のために」富屋食堂に隣接する旅館を改装し富屋旅館を開業。また、トメは観音堂建立に向けて知覧町役場に協力を要請するなど積極的に行動していたが、観音堂建立の動きは戦後間もなくの反軍反戦の風潮のなかで、平和運動団体などから｢戦争賛美｣と批判されるなど大変な苦労があった。トメら関係者はその都度｢特攻隊員慰霊のための観音堂がなぜ悪いか｣とはっきり反論している。やがて、トメらの要請を受けて知覧町も工費の一部を負担することとなり、知覧陸軍飛行場跡地に特攻隊員の精神の顕彰と世界平和の祈念を目的に1955年（昭和30年）9月28日に｢特攻平和観音堂｣が建立され、観音像は「知覧特攻平和観音像」と命名され観音堂に収められた。｢特攻平和観音堂｣は、特攻隊員の慰霊施設を永年にわたって望んできたトメや、知覧町立高等女学校（現在の鹿児島県立薩南工業高等学校）の女学生で特攻隊員および飛行戦隊員の世話をした元女学生ら知覧町民を喜ばせた。その観音堂参りがその後のトメのライフワークとなった。後に隣接して知覧特攻平和会館などが観音堂の周辺に建設された。
その後、トメは作家・高木俊朗の著作に取り上げられたことで、知名度が全国区となった。さらに1972年（昭和47年）に、歌謡曲『岸壁の母』を二葉百合子がカヴァーしたことによって起こったリバイバルブームで、｢岸壁の母｣のモデル端野いせのように銃後の母の物語が注目されるようになり、自分の息子のように特攻隊員と優しく接したトメも銃後の母の１人としてクローズアップされて、「特攻おばさん」から「特攻の母」と呼ばれるようになって、更に知名度が向上していき、全国放送のテレビ番組にも出演して、トメをモデルにした歌謡曲｢基地の母｣（歌唱：菊池章子）も発売されて、トメと｢特攻基地知覧｣の名前は全国に知れ渡った。1977年（昭和52年）に援護事業功労者として勲六等宝冠章受章。
1992年（平成4年）4月22日死去。89歳没。

## 関連著作
- 『ほたる』岩崎書店（1982年刊行、山本真理子作 佐伯和子絵）[注釈 1] ISBN 978-4265910281
- 『空のかなたに : 出撃・知覧飛行場 特攻おばさんの回想』葦書房（1992年刊行、鳥濱トメ述） ISBN 978-4751202913

## 鳥濱トメを演じた俳優
- 奈良岡朋子 - 映画『ホタル』（富屋食堂主人・富子役）（2001年）
- 岸惠子 - 映画『俺は、君のためにこそ死ににいく』（2007年）
- 伊藤つかさ - 舞台『帰って来た蛍』シリーズ（2008年～）
- 大林素子 - 舞台『Mother～特攻の母 鳥濱トメ物語～』（2009年）
- さとう珠緒 - 舞台『帰って来た蛍～慟哭の詩～』（2012年）
- 薬師丸ひろ子 - 土曜プレミアム『なでしこ隊～少女たちが見た“特攻隊”封印された23日間～』（2008年9月20日、フジテレビ）
- 松坂慶子 - 映画『あの花が咲く丘で、君とまた出会えたら。』（2023年）（鳥濱トメをモデルとした鶴屋食堂の女将・ツル役）[14][15]
- 浅香唯 - 舞台『Mother～特攻の母 鳥濱トメ物語～』（2025年）[16]

## 関連楽曲
- 『蒼き空』（内田あかり）
- 『知覧の母 〜ホタル〜』（歌川二三子）